# 23042 Craigpeters
23042 Craigpeters è un asteroide della fascia principale. Scoperto nel 1999, presenta un'orbita caratterizzata da un semiasse maggiore pari a 3,0778168 UA e da un'eccentricità di 0,0380040, inclinata di 2,85358° rispetto all'eclittica.